# John Chancellor (Journalist)

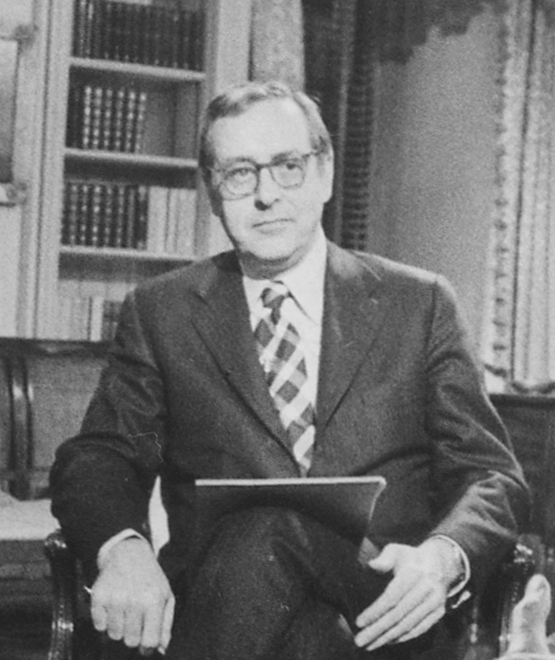
John Chancellor

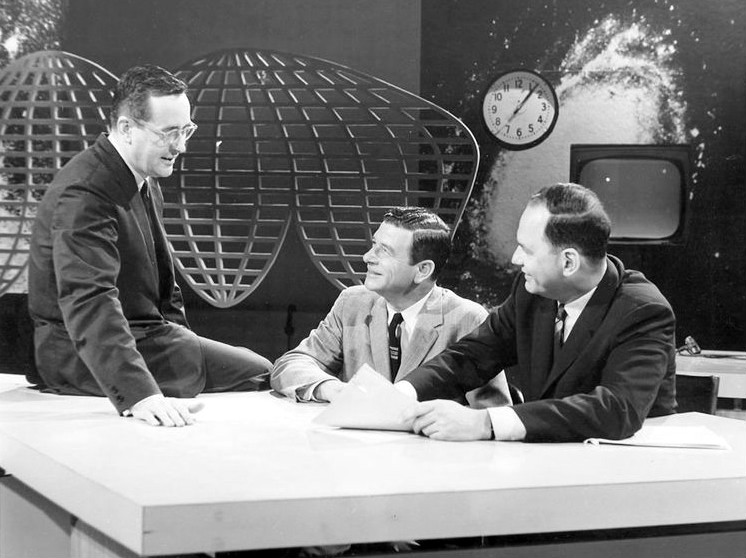
John Chancellor, Frank Blair und Edwin Newman in The Today Show, 1961

John William Chancellor (* 14. Juli 1927 in Chicago, Illinois; † 12. Juli 1996 in Princeton, New Jersey) war ein US-amerikanischer Journalist und Fernsehmoderator.

## Leben
Von 1956 bis 1970 war er für die Fernsehsendung The Huntley-Brinkley Report, die von  Chet Huntley und David Brinkley moderiert wurde, Korrespondent. Von 1961 bis 1962 war er Fernsehmoderator in der Fernsehsendung The Today Show. Chancellor war von 1970 bis 1982 Moderator der NBC Nightly News und in den kommenden Jahren bis 1993 weiter als Kommentator für die Sendung tätig. In seiner Karriere war Chancellor auch als Berichterstatter am Wahlabend der Präsidentschaftswahlen tätig. Auf ihn geht auch das Konzept zurück, ab 1976 gewonnene Staaten je nach Sieger auf einer Karte der US-Bundesstaaten rot oder blau einzufärben. In erster Ehe war er mit Connie Chancellor und in zweiter Ehe mit Barbara Upshaw verheiratet. Chancellor hatte drei Kinder.
1993 wurde Chancellor zum Mitglied der American Academy of Arts and Sciences gewählt. Der John Chancellor Award wird seit 2004 jährlich von der Columbia University Graduate School of Journalism (zuvor ab 1995 vom Annenberg Public Policy Center) vergeben.

## Werke (Auswahl)
- Peril and Promise, 1991